# Pieter Claeissens
Pieter Claeissens, född 1500, död 1576, var en flamländsk målare. 
Pieter Claeissens kom från en konstnärsfamilj från Brygge där han själv föddes. Han var elev till Adriaan Bekaert och 1516 mottogs han i Lukasgillen och blev både mästare och dekanus där. I en konstsamling av fursten av Oranien återfinns en målning av honom. Hans favoritmotiv var porträtt och historiska skildringar.